# Lîskiv, Jîdaciv
Lîskiv (în ucraineană Лисків) este un sat în comuna Zaricine din raionul Jîdaciv, regiunea Liov, Ucraina.

## Demografie
Componența lingvistică a localității Lîskiv
     Ucraineană (100%)
Conform recensământului din 2001, toată populația localității Lîskiv era vorbitoare de ucraineană (100%).